# 元神
元神是道教所使用的與修煉有關的術語，其含義類似於靈魂一詞的意思。元神這個概念與内丹术有關。道教認為以元神為目的的修煉，能夠使其在築基且小大周天煉出內丹之後，以先天炁洗鍊陰神，再與內丹結合胎化為陽神，修道人經修煉的元神可離肉身外出遊走天地之間（元神出竅），甚至捨肉身而去而單守獨存在，或飛昇，或轉世。

## 玄秘學理論

### 道教的觀點
王重阳在《重阳真人授丹阳二十四诀》中说：“性者即元神。”又在《五篇灵文注》里头说：“元神者，乃不生不灭，无朽无坏之真灵，非思虑妄想之心”。《黄庭外景经》石和阳注：“元神者，心中之意，不动不静之中活活泼泼时是也。”《脉望》说：“内念不萌，外想不入，独我自主，谓之元神。”《武术汇宗》说：“此神亦谓之本性，亦谓之真意，其心必要清清朗朗，浑浑沦沦，无一毫念虑，无一毫觉知，则空洞之中，恍惚似见元神悬照于内，斯时殊觉五蕴皆空，四体皆假，而我有真我也。”

#### 與佛教教義之間的關係
道教道士翁葆光聲稱與元神這個概念有關的九轉金液還丹相關理論與佛教所認可的禪學理論有相通之處，翁葆光曾經多次在其作品中使用禪學術語來解釋關於「最上一乘丹法」的學説。

## 中醫學理論
中医學学説认为人的脑部就是元神所在的位置。生活於明朝時期的趙台鼎在《寶顏堂訂正脉望》中説：“脑为上器元神所居之宫，人能握元神栖于本宫，则真气自升，真息自定，所谓一窍开则百窍开，大关通而百关尽通也。”《锦囊秘录》则説：“脑为元神之府，主持五神，以调节脏腑阴阳，四肢百骸之用。”

## 元神出窍
元神出窍是道教所使用關於内丹术的術語，又稱神识出窍，就是指元神离开人的肉身這種情況。道教認為当元神處於陰神或陽神的狀態，便能离体出窍，此時元神一般是从泥丸宫中逸出。成書於清朝時期的《唱道真言》描述關於元神出窍的感觉为：“陽神脱胎之先兆，有光自脐轮外注，有香自鼻口中出。既脱之后，则金光四射，毛窍晶融……一声霹雳，金火交流而阳神出于泥丸矣。”